# Programme européen sur le changement climatique
Le Programme européen sur le changement climatique (PECC) a été lancé en juin 2000 par la Commission européenne pour réduire les causes du changement climatique.
Le but du PECC est d'identifier, développer et mettre en œuvre tous les éléments nécessaires d'une stratégie au niveau de l'Union européenne pour mettre en œuvre le protocole de Kyoto. Les ratifications au protocole de Kyoto de tous les pays membres de l'UE ont été déposées le 31 mai 2002.
Le Système communautaire d'échange de quotas d'émission (SCEQE) est peut-être la plus importante contribution de la PECC. Le SCEQE est, en 2015, le plus grand marché du carbone dans le monde.[réf. nécessaire]
En 1996, l'UE a adopté un objectif de 2 °C de hausse maximale de la température moyenne globale par rapport aux niveaux préindustriels. Depuis lors, les dirigeants européens ont réaffirmé cet objectif à plusieurs reprises,,. En raison des efforts limités dans l'atténuation au niveau planétaire du changement climatique, l'UE pourrait être contrainte d'accepter un objectif moins ambitieux ou de changer le paradigme de sa politique climatique.

## Transports
Dans le cadre du Programme européen sur le changement climatique, la Commission européenne et du Conseil européen sur une stratégie communautaire révisée pour réduire les émissions de CO2 des véhicules automobiles légers. Cette révision doit être fondée sur une évaluation approfondie de l'impact de l’actuel objectif communautaire de 120 g de CO2/km de niveau moyen d'émissions du parc automobile et des mesures envisageables qui pourraient faire partie d'une stratégie révisée fondée sur une approche intégrée de réductions des émissions de CO2.
Le 7 février 2007, la Commission européenne a annoncé des plans pour une nouvelle législation exigeant que la moyenne des émissions de dioxyde de carbone des véhicules fabriqués après 2012 ne soit pas plus élevée que 130 g/km. Ceci demeure un peu plus que l'objectif de 120 g/km, ce qui correspond à 4,5 L/100 km pour le diesel et 5 L/100 km pour les moteurs à essence.
En mars 2011, la Commission européenne a présenté la feuille de route pour un espace européen unique des transports, qui montre des solutions pour parvenir à une réduction de 60 % des gaz à effet de serre pour tous les modes de transport d'ici 2050.